# Município de Pease (condado de Belmont, Ohio)
O município de Pease (em inglês: Pease Township) é um município localizado no condado de Belmont no estado estadounidense de Ohio. No ano de 2010 tinha uma população de 14 309 habitantes e uma densidade populacional de 192,71 pessoas por km².

## Geografia
O município de Pease encontra-se localizado nas coordenadas 40° 06′ 14″ N, 80° 46′ 02″ O. Segundo a Departamento do Censo dos Estados Unidos, o município tem uma superfície total de 74.25 km², da qual 73,9 km² correspondem a terra firme e (0,46 %) 0,34 km² é água.

## Demografia
Segundo o censo de 2010, tinha 14 309 pessoas residindo no município de Pease. A densidade populacional era de 192,71 hab./km². Dos 14 309 habitantes, o município de Pease estava composto pelo 93,06 % brancos, o 4,42 % eram afroamericanos, o 0,18 % eram amerindios, o 0,18 % eram asiáticos, o 0,15 % eram de outras raças e o 2,01 % eram de uma mistura de raças. Do total da população o 0,46 % eram hispanos ou latinos de qualquer raça.